# Siresa
Siresa (aragonesisch Ciresa) ist ein nur noch ca. 100 Einwohner zählendes nordspanisches Dorf im Valle de Hecho in den Pyrenäen in der Provinz Huesca der Autonomen Gemeinschaft Aragonien.

## Lage
Siresa liegt auf dem Westufer des Río Aragón Subordán in einer Höhe von ca. 885 m. Die Provinzhauptstadt Huesca liegt ca. 100 km (Fahrtstrecke) südöstlich; die Stadt Pau auf der navarresisch-französischen Seite liegt ebenfalls ca. 100 km (Wanderweg) nordöstlich.

## Geschichte
Siresa liegt an einem bereits in der Antike genutzten Handelsweg, der Saragossa bzw. Huesca über den Puerto de Palo mit Lescar (später Pau) im Béarn verband. Der Ort entstand wohl erst nach der Klostergründung und wurde niemals von den Mauren besetzt.

## Sehenswürdigkeiten
- Kloster San Pedro de Siresa, gegründet im 9. Jahrhundert (oder früher), heutige Kirche aus dem 11. bis 13. Jahrhundert.